# Зона без вогню: Убивчі поля Шрі-Ланки
«Зона без вогню: Убивчі поля Шрі-Ланки» (англ. No Fire Zone: In the Killing Fields of Sri Lanka) - фільм відзнятий режисером Каллем Макреем. Фільм - учасник міжнародного кінофестивалю Docudays UA.

## Сюжет
Фільм присвячений останнім місяцям громадянської війни в Шрі-Ланці, що тривала 26 років. Оповідь ведуть люди, котрі вижили у боротьбі. Чи не найдраматичніші й найстрашніші відеокадри в історії, які є прямим свідченням воєнних злочинів, масових страт, катувань, сексуального насильства, були зібрані як безпосередніми жертвами, так і самими виконавцями. Саме ці кадри формують провідний наратив фільму. Уряд був певен, що вийде сухим з води, але лишилися свідки, і саме їхні сміливі розповіді, а також неймовірні відеозаписи є кістяком цієї історії.